# Yūsuke Kanamaru
Yūsuke Kanamaru (jap. 金丸 雄介 Kanamaru Yūsuke; ur. 14 września 1979) – japoński judoka. Olimpijczyk z Pekinu 2008, gdzie zajął siódme miejsce w wadze lekkiej.
Wicemistrz świata w 2001; trzeci w 2007; siódmy w 2003. Startował w Pucharze Świata w latach 1998–2001. Wicemistrz igrzysk azjatyckich w 2002, a także igrzysk Azji Wschodniej w 2001. Srebrny medalista mistrzostw Azji w 2002 i brązowy w 2005 roku.

## Letnie Igrzyska Olimpijskie 2008
| Konkurencja | Eliminacje          | Repasaże          | Repasaże                      | Repasaże                 | Klas. końcowa |
| Konkurencja | Przeciwnik I        | Przeciwnik I      | Przeciwnik II                 | Przeciwnik III           | Miejsce       |
| ----------- | ------------------- | ----------------- | ----------------------------- | ------------------------ | ------------- |
| 73 kg       | Ali Malumat (IRI) P | João Pina (POR) Z | Gantömörijn Daszdawaa (MGL) Z | Dirk Van Tichelt (BEL) P | 7.            |